# Meir von Rothenburg

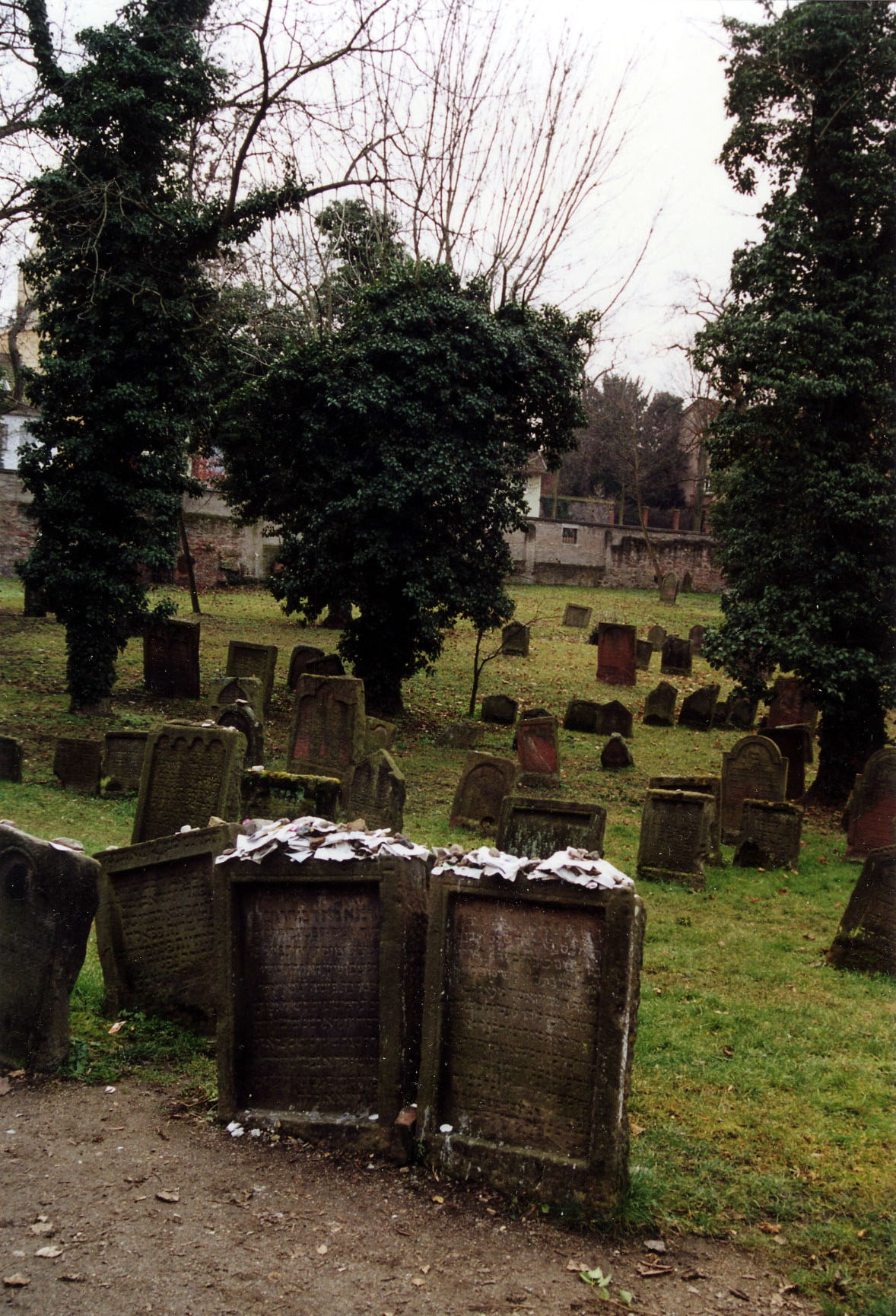
Gräber des Rabbi Meir von Rothenburg und des Alexander ben Salomon Wimpfen auf dem Heiligen Sand in Worms

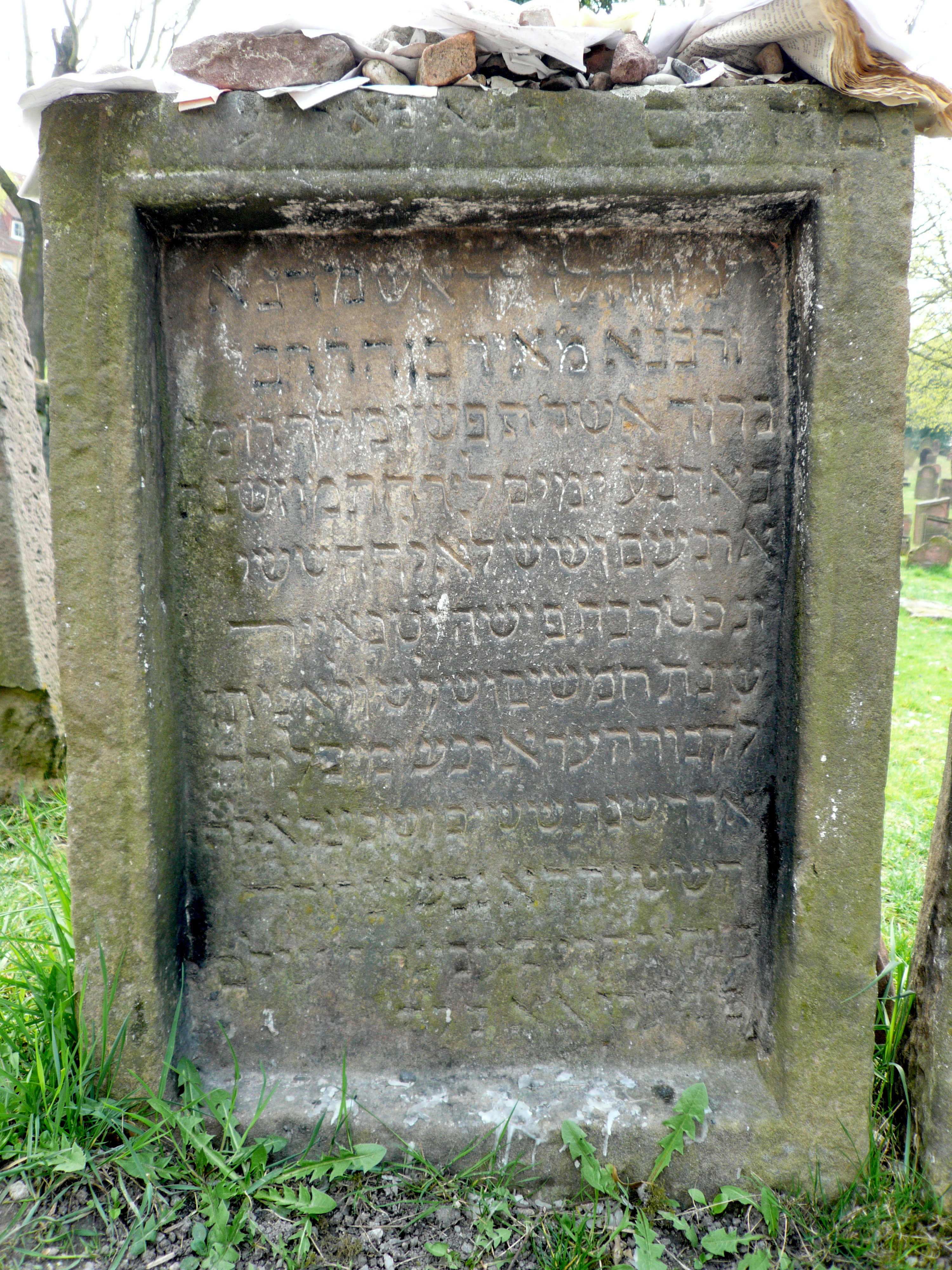
Grab des Rabbi Meir

Rabbi Meir von Rothenburg (eigentlich Meir ben Baruch,  hebräisch מאיר בן ברוך מרוטנבורג; auch MaHaRaM von Rothenburg,  מהר״ם hebräisch מרוטנבורג; geboren um 1215 in Worms; gestorben am 27. April 1293 in Ensisheim) war ein berühmter Rabbiner und Talmudgelehrter.

## Leben
Meir, der aus einer Familie bedeutender Talmudgelehrter stammte, studierte in Würzburg, Mainz/Magenza und Paris. In Paris erlebte er 1242 die öffentliche Verbrennung jüdischer Schriften, die Pariser Talmudverbrennung. Sein Trauerlied darüber wird in den Synagogen bis heute an Tischa beAv (9. Av), dem Gedenktag für die Zerstörung des Jerusalemer Tempels, gesungen. Nach seinen Studien lebte Meir mehr als 40 Jahre in Rothenburg ob der Tauber, wo er eine Jeschiwa mit 21 Zimmern, einem Lehrsaal und weiteren Einrichtungen in der Nähe des Kapellenplatzes gründete, die Schüler aus ganz Europa anzog. Während seiner Zeit in Rothenburg wurde Meir zu einer der wichtigsten Autoritäten in halachischen Rechtsfragen, mehr als 1500 seiner Responsen haben sich erhalten. Erst nach dem Tod seines Vaters kehrte er um 1276 nach Worms zurück.
Als 1286 König Rudolf I. die jüdischen Gemeinden erneut als Kammerknechte (servi camerae) mit hohen Steuern belegte, kam es zu einer Auswanderungswelle nach Palästina. Meir sah die Auswanderung im Wesentlichen als spirituelles Ereignis und schloss sich der Bewegung mit seiner Familie an. Noch vor dem Überschreiten der Alpen wurde er als Anstifter der Auswanderung, die die Obrigkeit als finanzielle Bedrohung wertete, von einem Apostaten denunziert, von Graf Meinhard von Görz verhaftet, an Rudolf I. ausgeliefert und in Ensisheim eingekerkert. Die Verhandlungen über eine Freilassung wurden von Meirs Schüler Ascher ben Jechiel geleitet, blieben aber trotz eines Angebotes über 23.000 Mark erfolglos, da Meir eine Zahlung selbst verbot, um keinen Präzedenzfall für die Verhaftung anderer Rabbiner zu schaffen. Meir starb 1293 in Gefangenschaft. Selbst die Leiche wurde zurückgehalten, um damit noch Geld zu erpressen. Erst 1307 konnte Meirs Leichnam durch den Frankfurter Kaufmann Alexander ben Salomon Wimpfen unter Aufopferung seines gesamten Vermögens für mehr als 20.000 Pfund Silber ausgelöst werden. Er selbst überführte die Leiche nach Worms, wo sie nach dem Wunsch von Meir auf dem jüdischen Friedhof, Heiliger Sand, am 8. September 1307 bestattet wurde. Der Grabstein trägt nach der alten Inventarisation die Nummer 88, nach der Nummerierung des Salomon Ludwig Steinheim-Instituts die Nummer 794. Neben ihm wurde der noch im gleichen Jahr, 1307, verstorbene Alexander ben Salomon Wimpfen begraben.

## Gedenken
Die Grabsteine von Meir von Rothenburg und Alexander ben Salomon Wimpfen auf dem Heiligen Sand in Worms werden von Besuchern aus der ganzen Welt aufgesucht.
Juspa Schammes hat im 17. Jahrhundert die Geschichte von Meir von Rothenburg und Alexander ben Salomon Wimpfen in seiner Sammlung von Geschichten zur Jüdischen Gemeinde in Worms aufgenommen.
Zum Gedenken an ihn ist in Rothenburg ob der Tauber beim Judentanzhaus das „Rabbi-Meir-ben-Baruch-Gärtchen“ mit folgender Widmungs-Tafel angelegt:

„Rabbi Meir Ben Baruch von Rothenburg – einem der bedeutendsten Talmudgelehrten zum Gedenken. Geboren um 1220 in Worms, lebte und wirkte er von etwa 1250 bis 1286 in der Synagoge und in der Talmudschule, die auf diesem Platze standen, dem ersten Judenviertel Rothenburgs. Er starb 1293 in Ensisheim und wurde 1307 in Worms begraben. Synagoge und Talmudschule wurden 1404 in eine Marienkapelle und in ein Seelhaus umgewandelt. Die Marienkapelle wurde 1805 abgebrochen.“

An der Ecke Galgengasse/Judengasse in Rothenburg o. T. befindet sich ein privates Museum, das die Geschichte der mittelalterlichen jüdischen Gemeinde und Rabbi Meir ben Baruchs präsentiert.